# Marcel Glauche
Marcel Glauche (Hamburg, 24 december 1990) is een Duits acteur en regisseur.
Ging naar een high school in Australië

## Filmografie
- 2009: Gegen die Wand ... als assistent-arts Schiller
- 2009: The Recall .... als politieman
- 2010: Zwei Wurzeln viel Moos ... als Chris
- 2010: Unter Marspforten ... als Günni
- 2010: MEK 8 ... als Jan Frankenfeld (televisieserie)
- 2011: The Ultimative SuperHero Blog ... als Robin
- 2012: Küstenwache – Verlorene Unschuld ... als Peer Kuchta (televisieserie, aflevering 15x18)
- 2012: SOKO Wismar – Kalte Pizza ... als pizzakoerier ((televisieserie, aflevering 9x07)
- 2012: Hotel 13 ... als Flo Tuba (televisieserie, 125 afleveringen)
- 2012 Alte jahre wieder ... als Malte (miniserie, aflevering 1x02)
- 2013 Patong Girl ... als Tommy Schröder
- 2014 Zoo Doctor: My Mom the Vet (Tierärztin Dr. Merten) ... als dierenverzorger
- 2014: Aktenzeichen XY … ungelöst (televisieserie, 1 aflevering)
- 2014, 2017: Großstadtrevier (televisieserie, afleveringen 27x05, 31x02)
- 2014: Letzte Spur Berlin (televisieserie, aflevering 3x11)
- 2014: Zwangsräumung (korte film)
- 2015: Weinberg (miniserie)
- 2016: Tierärztin Dr. Mertens (televisieserie, 8 afleveringen)
- 2016: Gutes Wedding, Schlechtes Wedding (televisieserie, 4 afleveringen)
- 2017: Alarm für Cobra 11 – Die Autobahnpolizei (televisieserie, aflevering 42x02)
- 2017: Hausbau mit Hindernissen
- 2018: SOKO Köln (televisieserie, aflevering 15x06)
- 2018: Amokspiel
- 2019: Scheidung für Anfänger
- 2019: Morden im Norden – Herzweh (televisieserie, aflevering 6x13)
- 2019: Hotel Heidelberg: … Wer sich ewig bindet
- 2019: Hotel Heidelberg: Wir sind die Neuen

- Gemeinsame Normdatei: 1061456536
- Virtual International Authority File: 311624199
- WorldCat: E39PBJgt7RKcddxDc3t6gPChHC